# Alois Josef Krakovský z Kolovrat
Alois Josef hrabě Krakowský z Kolowrat, svobodný pán z Újezda (21. ledna 1759, Praha – 28. března 1833 tamtéž) byl český římskokatolický duchovní, kanovník a prelát olomoucké kapituly, olomoucký světící biskup, později 16. biskup královéhradecký a 24. arcibiskup pražský. Pocházel z krakovské větve šlechtického rodu Kolovratů.

## Život a kariéra

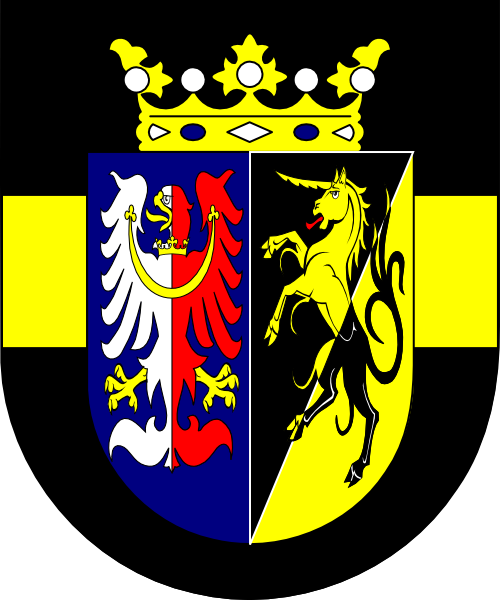
Znak biskupa Aloise Josefa Krakowského z Kolowrat

Narodil se v Praze jako Alois Josef Jáchym Ignác František z Pauly Michal Alexandr Saul Josef Kalasanský Šebestián Kajetán Antonín Paduánský, hrabě Krakowský z Kolowrat, svobodný pán z Újezda do staré české šlechtické rodiny Kolovratů-Krakovských. Byl dvanáctým ze čtrnácti dětí nejvyššího zemského sudího hraběte Prokopa Jana Krakovského z Kolovrat (1718–1774) a jeho druhé manželky hraběnky Marie Anny Markéty ze starého skotského rodu Ogilvy (1725–1810) a celý život se věnoval duchovní dráze, které byl rodiči předurčen.
Po studiích na pražském jezuitském gymnáziu studoval teologii v Praze a 7. dubna 1775 přijal nižší svěcení. V letech 1776–1781 studoval teologii v Římě, kde získal kněžské svěcení i doktorát z teologie.
Roku 1783 se stal proboštem kroměřížské kapituly, ale již roku 1786 byl přijat za sídelního kanovníka olomouckého (nesídelním byl již od roku 1785, znovu se jím stal po jmenování biskupem královéhradeckým). Arcibiskup Colloredo jej ustanovil generálním vikářem arcidiecéze, roku 1800 direktorem kněžského semináře v Olomouci.

### Pomocný biskup olomoucký
Dne 1. března 1801 byl papežem Piem VII. jmenován titulárním biskupem sareptským a téhož roku byl konsekrován také svým metropolitou v olomoucké katedrále sv. Václava. Stal se sufragánem 1. olomouckého arcibiskupa Antonína Theodora z Colloreda-Waldsee (1777–1811). Císař František I. jmenoval biskupa Kolowrata i skutečným císařským tajným radou.

### Biskup královéhradecký
6. ledna 1812 jej císař František I. jmenoval také biskupem královéhradeckým (papežem potvrzen až 1815). Jako biskup rozhodl roku 1816, aby se přednášky z českého jazyka a literatury staly na královéhradeckém semináři povinnými pro všechny čtyři ročníky studia a byla pro ně zřízena profesura. V roce 1830 se jeho přispěním královéhradecký kněžský seminář osamostatnil. Že měl k Hradci Králové vřelý vztah, nasvědčuje i fakt, že biskupské knihovně odkázal 332 děl v 795 svazcích.

### Arcibiskup pražský
Po smrti arcibiskupa Václava Leopolda Chlumčanského z Přestavlk a z Chlumčan byl 31. srpna 1830 jmenován císařem Františkem I. jeho nástupcem ve funkci pražského arcibiskupa, k jeho intronizaci došlo v katedrále sv. Víta dne 17. dubna 1831. Arcidiecézi z důvodu těžkých nemocí spravoval prostřednictvím pomocného biskupa pražského Františka de Paula Pištěka.
Kolowratův episkopát byl poznamenán rozsáhlými epidemiemi cholery, které zasáhly celé území Čech. Tehdy byla řada klášterů proměněna v provizorní nemocnice a pražské arcibiskupství organizovalo účinnou pomoc postiženým, a to zejména v roce 1831.
Zemřel 28. března 1833 v Praze a byl pohřben do hrobky staré arcibiskupské (Pernštejnské, Kinských) kaple v katedrále sv. Víta, Václava a Vojtěcha v Praze.
Jeho nejstarší bratr Jan Karel Kolovrat Krakovský (1748–1816) sloužil v rakouské armádě a za napoleonských válek dosáhl hodnosti polního maršála. Významným vojevůdcem napoleonských válek byl také švagr Karl Joseph Hadik von Futak (1756–1800), který zemřel na následky zranění z bitvy u Marenga. Další švagr hrabě Prokop Lažanský z Bukové (1741–1804) působil ve státních službách a nakonec zastával funkci rakouského nejvyššího kancléře.